# کلومتوسیلین
کلومتوسیلین(به انگلیسی: Clometocillin) یا کلومتاسیلین(به انگلیسی: clometacillin) یک پنی سیلین است. 